# Chicago
För andra betydelser, se Chicago (olika betydelser).
Chicago (äldre svensk stavning Chikago) är en stadskommun i delstaten Illinois i Mellanvästern i norra USA. Chicago, som är beläget vid Michigansjöns sydvästra ände, är USA:s tredje största stad. Det är en viktig knutpunkt i USA:s kommunikationssystem samt ett centrum för industri och jordbruk. 
Folkmängden i Chicago uppgår till cirka 2,7 miljoner och i storstadsområdet Chicago-Naperville-Elgin (även kallat Chicagoland och som även sträcker sig in i Indiana och Wisconsin), bor det cirka 9,5 miljoner. Chicago är USA:s tredje största stad efter New York och Los Angeles.
Chicago har alltid varit en utpräglad invandrarstad. Det har funnits ett flertal etniska stadsdelar med en dominerande kultur: assyrisk, finsk, italiensk, grekisk, kinesisk, koreansk, mexikansk, polsk, serbisk, svensk, tjeckisk, tysk, ukrainsk, ungersk etc. Stadsdelarnas befolkning ändrar sig med de olika vågorna av invandrare, så är till exempel den gamla tjeckiska stadsdelen Pilsen numera bebodd främst av mexikaner. Den svenska stadsdelen Andersonville har i stort sett tappat sin svenska befolkning men har kvar flera svenska butiker och restauranger. Omkring en tredjedel av befolkningen är mörkhyad och en tredjedel har syd- eller centralamerikansk bakgrund.

## Historia
I mitten av 1700-talet beboddes nuvarande Chicago av ursprungsbefolkningen, huvudsakligen Illini (Pottowatomi-gruppen). Första icke-nativa invånaren blev Jean Baptiste Point du Sable, möjligen från Haiti, som bosatte sig i trakten på 1770-talet. Området blev en del av USA efter Grenville-överenskommelsen med ursprungsbefolkningen 1795. År 1803 byggdes här Fort Dearborn. Under 1812 års krig brändes fortet av ursprungsbefolkningen och dess invånare dödades i en massaker. 

### Chicago grundas
Det tidiga 1800-talet var en period av intensiv tillströmning av bosättare till de nya delstaterna väster om Appalacherna. Illinois där Chicago ligger blev delstat i Förenta Staterna 1818. Staden Chicago grundades 12 augusti 1833 med ett invånarantal på omkring 350 personer. Den framtida storstaden Chicago grundades vid stranden av Chicagofloden, en av få naturliga hamnar på södra Michigansjön. Tack vare ortens tillväxt de närmaste åren gav delstaten Illinois Chicago stadsrättigheter 4 mars 1837.  
Ursprungligen flöt Chicagofloden in i Michigansjön, men allteftersom Chicago växte blev det tillåtet att tömma avloppsvatten och andra föroreningar i sjön. Detta bidrog till flera folkhälsoproblem och även problem med tyfoidfeber. Från och med 1850-talet, avleddes en stor del av flödet tvärs över Chicago Portage in i Illinois och Michigan-kanalen.
Stora delar av staden förstördes i Stora Chicagobranden mellan 8 och 10 oktober 1871. Staden återuppbyggdes ganska omgående efter branden som av somliga historiker ansett som startpunkten för Chicagos snabba tillväxt. Återuppbyggnaden från grunden efter den stora branden blev en magnet för unga arkitekter som så småningom utvecklade en form inom modern arkitektur, Chicagoskolan. Med Chicagoskolan introducerades skyskrapan, och de första skyskraporna byggdes i Chicago i slutet av 1800-talet, till exempel Reliance Building. Ledande arkitekter som Daniel Burnham, Frank Lloyd Wright och senare Ludwig Mies van der Rohe har ritat byggnader i Chicago. År 1973 färdigställdes den då högsta byggnaden i världen Willis Tower (då Sears Tower).

### Metropolen Chicago
Chicago växte lavinartat som en knutpunkt för kommunikationer i Mellanvästern och gigantiskt centrum för kött- och spannmålsindustri vars råvaror levererades från prärierna väster och söder om staden. Industrierna drog till sig invandrare från olika delar av Europa, senare även från Sydstaterna, Asien och Latinamerika. I viss mån fortsätter invandringen även idag. Chicago utvecklades också till en betydande handelsstad med postorder- och varuhusföretag som Sears och Marshall Field's.
Den 1 maj 1886 bröt en generalstrejk ut i Chicago med krav på åtta timmars arbetsdag, något som kulminerade med Haymarketmassakern några dagar senare. Enligt en senare tradition så låg dessa händelser till grund för att fira arbetarrörelsens dag Första maj i stora delar av världen. År 1893 arrangerades världsutställningen World's Columbian Exposition, som sågs som ett bevis för att Chicago uppstått ur lågorna från den stora branden 1871. I samband med utställningen byggdes bland annat Art Institute of Chicago. Även Religionernas världsparlament ägde rum i Chicago 1893.
Under 1910-talet började en stor andel av USA:s afroamerikaner flytta från fattiga jordbruksområden i Amerikanska södern till nordstaternas industristäder i vad som kallas Great migration. En stor andel kom till Chicago och under första världskriget behövdes arbetskraft i fabrikerna. Segregationen bestod även i Chicago och när konkurrensen blev större utbröt svåra raskravaller, de drabbade flera städer i USA och i synnerhet Chicago under sommaren 1919 som kallas Red summer. Det har sedan skett flera mindre upplopp under de följande decennierna och framförallt 1968, när ledaren i medborgarrättsrörelsen Martin Luther King mördades. Chicago rankas fortfarande (2016) högt i sammanställningar över segregationen i amerikanska städer. I samband med Great migration skapades ett stort och viktigt samhälle som ligger till grund för jazz och blueskulturer i landet i allmänhet och staden i synnerhet.
Under förbudstiden på 1920-talet blev Chicago synonymt med maffia framförallt i samband med att Al Capone tog kontroll över maffiaorganisationen Chicago Outfit och stridigheter med andra fraktioner.
En andra världsutställning, Century of Progress, hölls 1933 för att fira Chicagos 100-årsjubileum och visa en annan sida än raskravaller och maffiakrig. Den planerades under 1920-talets högkonjunktur men invigdes mitt i depressionen. Den amerikanska presidenten såg utställningen som ett steg i vändningen med de förevisade tekniska landvinningarna och framtidstro.
Den 13 april 1992 drev stora vågor in Chicagoflodens flodbädd. En stor del av det 97 km långa nätverket av underjordiska järnvägslinjer för godstransport, som också omfattar en stor del av stadskärnan, blev översvämmade tillsammans med lägre byggnader och underjordiska gångvägar och affärer.

### Svenskar i Chicago
Chicago var den största "svenskstaden" i Amerika. År 1900 bodde fler svenskar i Chicago än i Göteborg, och staden räknade då 40 svenska kyrkor. Svenska inslag finns idag kvar i stadsdelen Andersonville, i norra Chicago, kring North Clark St och West Foster Ave. Här finns bland annat livsmedelsbutiker, bageri, restaurang och North Park University med rötter i svenska missionsförbundet (Evangelical Covenant Church).

## Staden Chicago

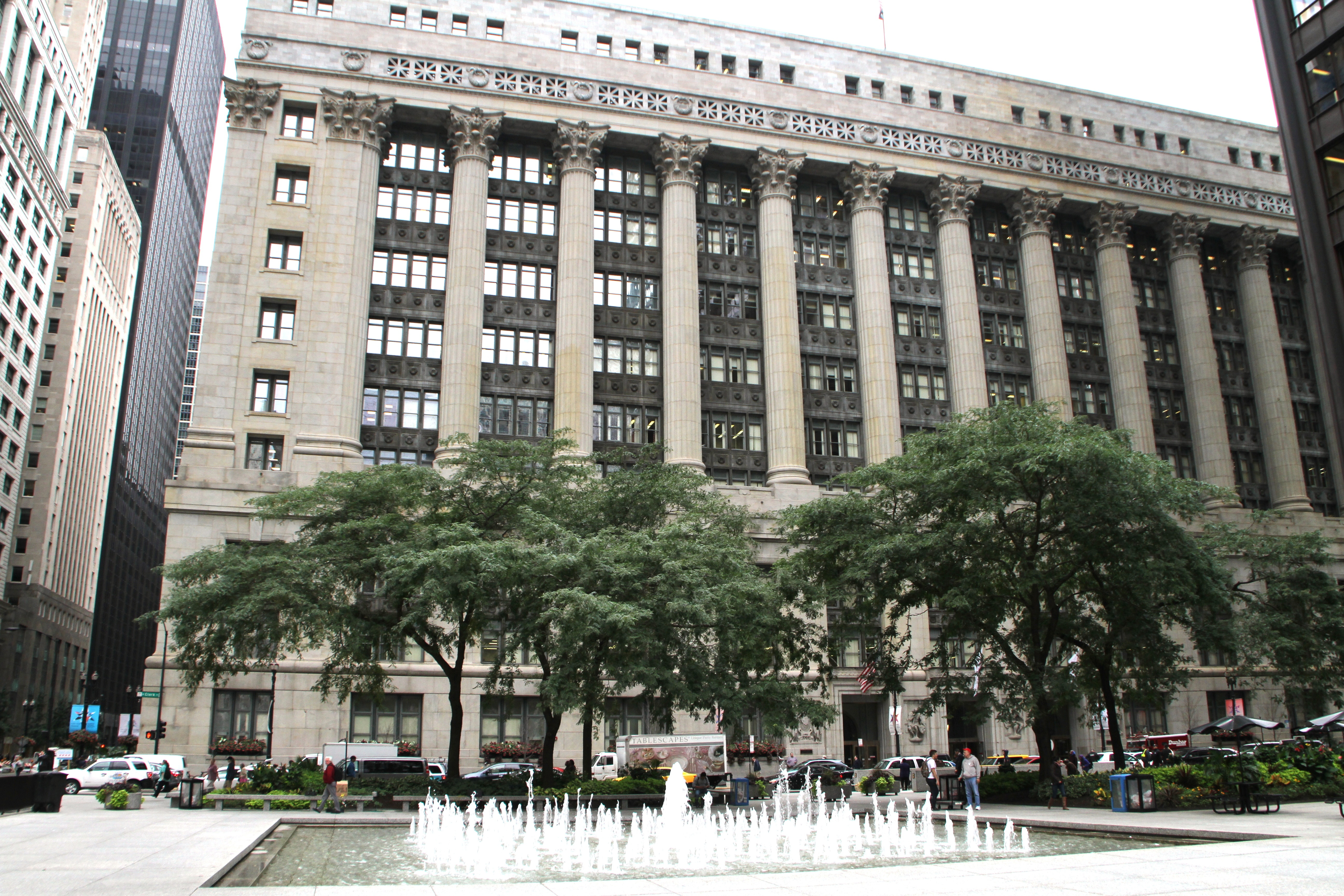
Chicago City Hall vid Daley Plaza är säte för borgmästaren och stadsrådet.

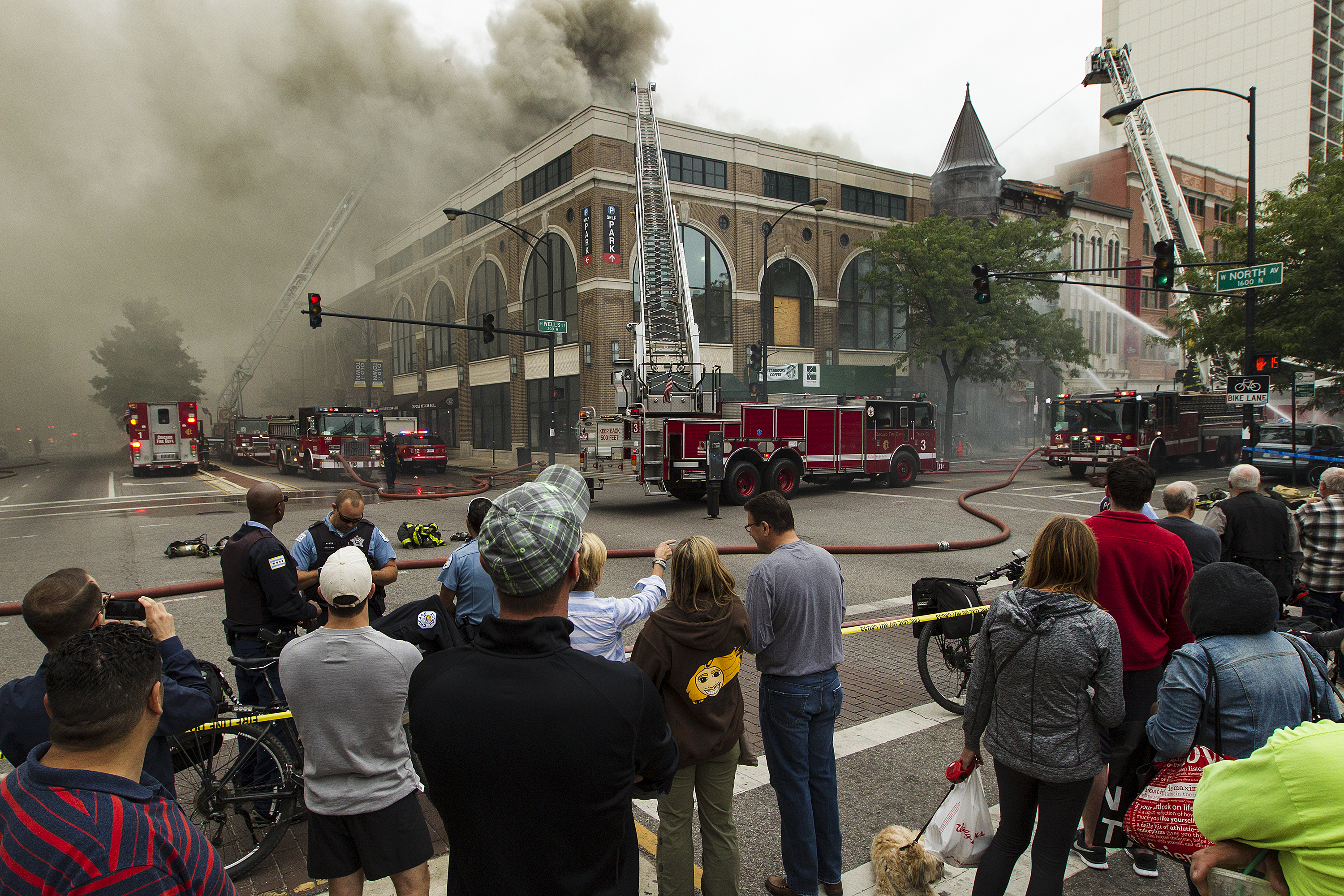
Chicago Fire Department släcker en brand vid Wells and North Avenue.

Staden Chicago är en stadskommun i Cook County i Illinois. Stadens historiska centrum är The Loop, men dagens stadskärna kan sägas omfatta områden från Lincoln Park i norr till Field Museum of Natural History i söder, samt från Lake Michigan i öster till motorvägen I-90 (Dan Ryan Expressway) i väster.
Chicago är säte för den federala appellationsdomstolen United States Court of Appeals for the Seventh Circuit. 

### Flagga
Stadens flagga är vit med två blå bårder och fyra röda stjärnor. Den togs fram genom tävling 1917 och dess element är fylld med symbolik. Bland annat står färgen vitt för mångfald, bårderna för grenarna på stadens flod och stjärnorna för, i tur och ordning, Fort Dearborn, branden 1871, världsutställningen 1893 och världsutställningen 1933.

### Polisväsende
Den kommunala polisen i Chicago är den största poliskåren i Mellanvästern och den nästa största i hela USA med sina 13 619 poliser och 2 625 civilanställda (2003). Dess jurisdiktion omfattar endast staden Chicagos 2 853 114 invånare.

## Klimat
Chicago har ett tempererat klimat med varma och fuktiga somrar samt kalla och snöiga vintrar. Våren och hösten varierar från kyliga till varma.
Den årliga nederbörden i Chicago är omkring 900 millimeter och omkring 1 meter snö per vintersäsong. Nederbördsmässigt på vintern får staden mer snö än regn och på somrarna sker åska i kombination med regn mycket oftare än bara själva skurarna. Det mesta av nederbörden faller på sommaren och i början av hösten. Den snöigaste vintern i Chicago var år 1929-30 med 290 cm snö.
|                                            | Jan | Feb  | Mar  | Apr | Maj | Jun  | Jul | Aug | Sep | Okt | Nov | Dec |
| ------------------------------------------ | --- | ---- | ---- | --- | --- | ---- | --- | --- | --- | --- | --- | --- |
| Normaldygnets maximitemperaturs medelvärde | −2  | 1    | 8    | 15  | 21  | 27   | 29  | 28  | 24  | 17  | 9   | 1   |
| Normaldygnets minimitemperaturs medelvärde | −8  | −6,5 | −1,5 | 4   | 9   | 15,5 | 18  | 17  | 13  | 6   | 0   | −6  |
|                                            |     |      |      |     |     |      |     |     |     |     |     |     |
| Nederbörd                                  | 39  | 35   | 68   | 93  | 84  | 96   | 93  | 107 | 97  | 61  | 74  | 63  |

| Diagram | temperaturer i °C • månadsnederbörd i mm | temperaturer i °C • månadsnederbörd i mm | temperaturer i °C • månadsnederbörd i mm | temperaturer i °C • månadsnederbörd i mm | temperaturer i °C • månadsnederbörd i mm | temperaturer i °C • månadsnederbörd i mm | temperaturer i °C • månadsnederbörd i mm | temperaturer i °C • månadsnederbörd i mm | temperaturer i °C • månadsnederbörd i mm | temperaturer i °C • månadsnederbörd i mm | temperaturer i °C • månadsnederbörd i mm | temperaturer i °C • månadsnederbörd i mm |
|         | 39 -2 -8                                 | 35 1 -7                                  | 68 8 -2                                  | 93 15 4                                  | 84 21 9                                  | 96 27 16                                 | 93 29 18                                 | 107 28 17                                | 97 24 13                                 | 61 17 6                                  | 74 9 0                                   | 63 1 -6                                  |

Visa eller redigera grafens rådata.

## Kultur
Chicago har ett rikt kulturutbud. Det är också ett centrum för många afroamerikanska rörelser, bland annat Nation of Islam.

### Musik
Chicago är ett av USA:s främsta centrum för blues med ett flertal klubbar både på Northside och Southside. Musikstilen house har sitt ursprung i Chicago. Chicago Symphony Orchestra är en världsledande symfoniorkester, ofta gästad av världsartister. Bandet Chicago kommer, som namnet antyder, ursprungligen från staden.
Alternativbandet The Smashing Pumpkins torde vara ett av de största namnen som kommer härifrån. Rockbandet Fall Out Boy kommer ifrån utkanten av Chicago även heavymetal banden Disturbed och Chevelle kommer från Chicago samt grupperna Kill Hannah och Rise Against. Även det proggresiva deathcorebandet Born of Osiris kommer från Chicago.
Rap-stjärnorna Common och Kanye West kommer även de från staden.
Discogruppen Earth, Wind & Fire grundades i staden.

### Museer
Bland stadens många museer och parker kan nämnas
- Art Institute of Chicago med bland annat en av världens främsta samlingar av franska impressionister
- Brookfield Zoo grundat på 1930-talet i Hagenbeckstil.
- Shedd Aquarium
- Adler Planetarium
- Field Museum of Natural History
- Museum of Science and Industry.

## Sport

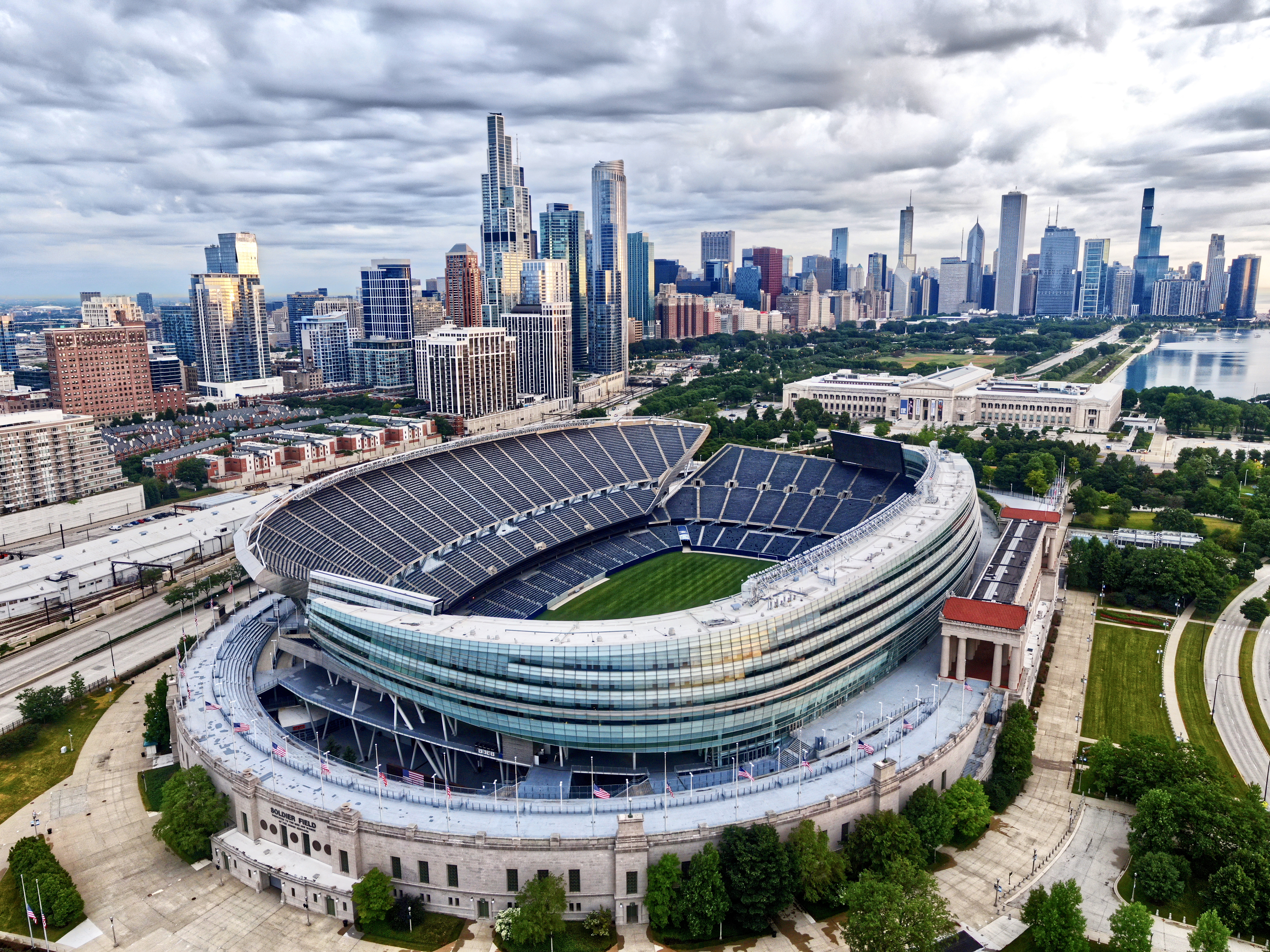
Soldier Field, hemmaarena för Chicago Bears i NFL.

- Chicago Bears, lag i den amerikanska fotbollsligan, NFL
- Chicago Blackhawks, ishockeylag i NHL
- Chicago Bulls, basketlag i NBA
- Chicago Cubs och Chicago White Sox i National League respektive American League i baseboll
- Chicago Fire, fotbollslag i MLS
- Chicago Wolves, ishockeylag i AHL

## Kommunikationer

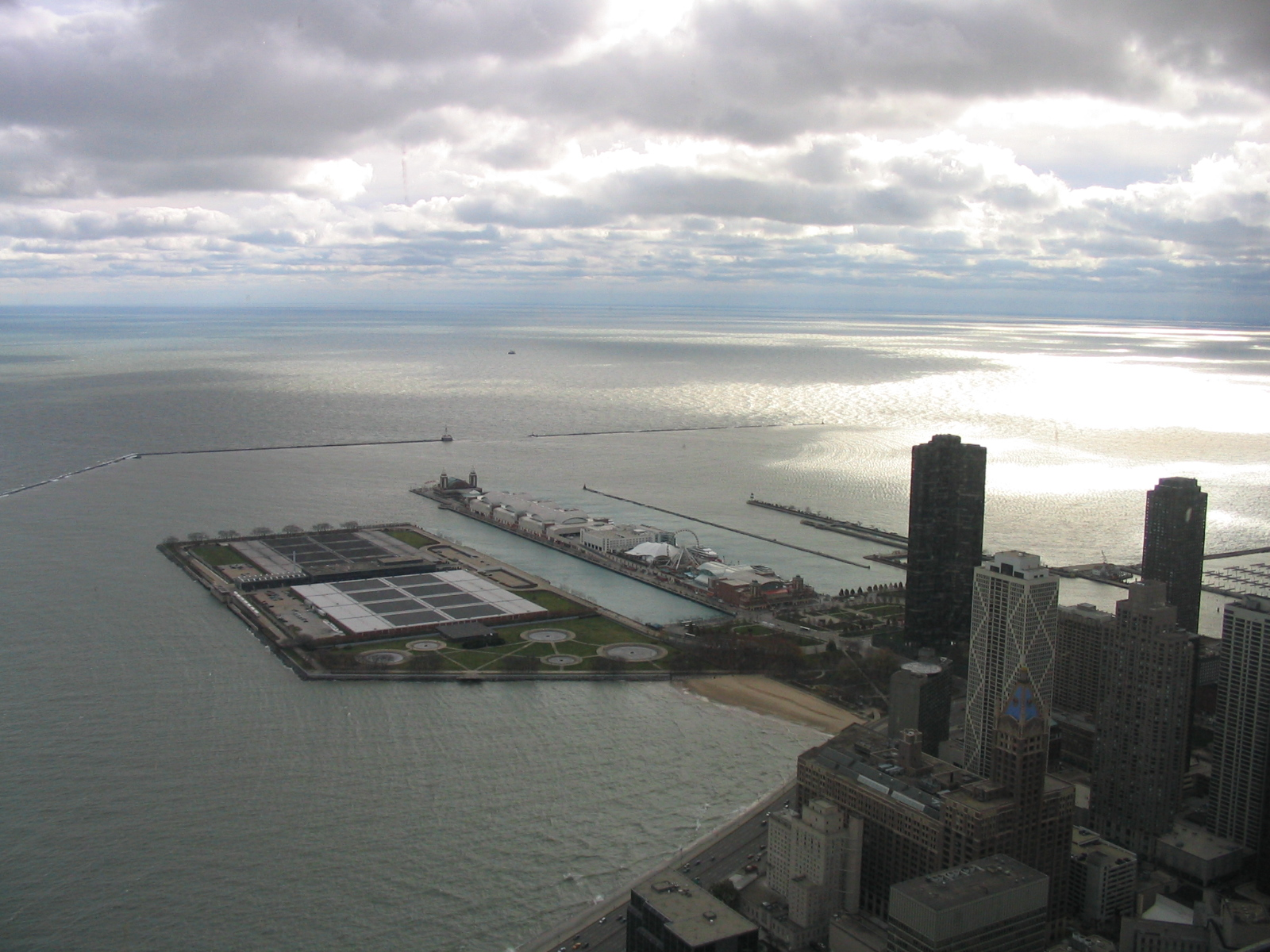
Chicagos gamla hamn - Navy Pier

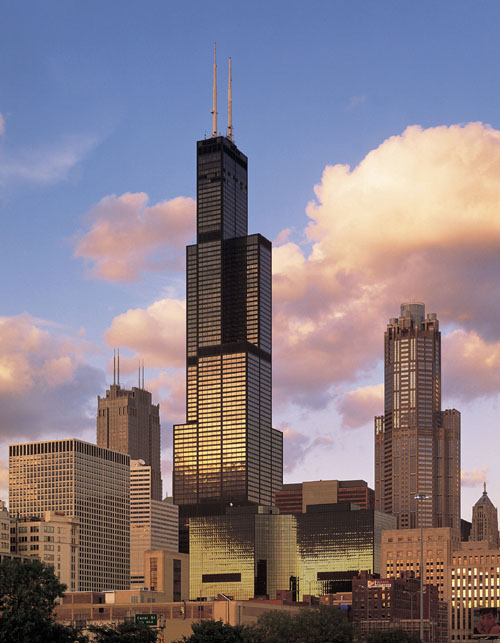
Willis Tower - Högsta byggnaden i Chicago

USA:s högsta byggnad - det 442 meter höga Willis Tower finns i Chicago.
Chicago är västra hemisfärens största järnvägsknut, 41 linjer möts här med ca 1500 tåg per dygn. Ett flertal bolag har (haft) linjer till Chicago. Bland andra Great Northern Railway, Chicago, Burlington and Quincy Railroad. Idag trafikeras Chicago av Union Pacific Railroad, BNSF Railway, Norfolk Southern Railway, CSX Transportation och de kanadensiska Canadian National Railway & Canadian Pacific Railway. Dessutom kör Amtrak tåg från Chicago till bland annat New York, Seattle, Los Angeles och New Orleans.

### Flygplatser
O'Hare International Airport är Chicagos största internationella flygplats och ligger i norra Chicago.
Med nästan 80 miljoner passagerare årligen utgör den USA:s andra största flygplats och rankad på andra plats som världens mest trafikerande flygplats.
Övriga flygplatser i stor-Chicago:
- Chicago Midway International Airport
- Chicago Rockford International Airport

## Sevärdheter
Willis Tower dominerar stadsbilden och var fram till 1998 var världens högsta byggnad och fram till 2014 USA:s högsta byggnad. Trump International Hotel and Tower är stadens näst högsta byggnad och ligger intill Chicagofloden.
I Wilmette i Chicagoområdet finns världsdelen Nordamerikas bahá'ítempel (Bahá'í House of Worship) som grundades personligen 1912 av 'Abdu'l-Bahá, sonen till religionsgrundaren Bahá'u'lláh. Templet, som stod färdigt 1953, är öppet för troende av alla religionsriktningar och icke-troende. Templet är även mycket använt av par i området som vill gifta sig.

## Kollektivtrafik
Kollektivtrafiken i innerstaden (buss och högbana) sköts av CTA (Chicago Transit Authority) och förortsbussar av PACE, medan METRA sköter driften av regionaltåg inom hela Chicagoregionen.  

### Buss

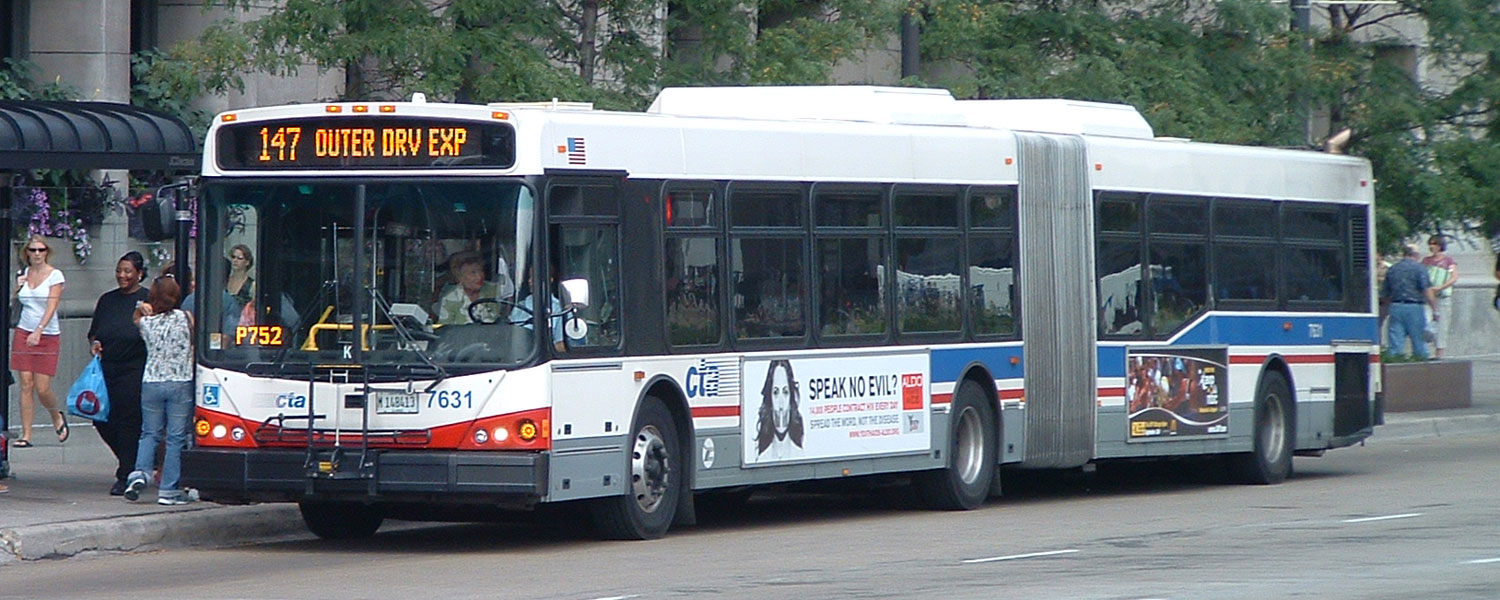
Bussar i Chicago

Det finns ett stort bussnät (CTA- & PACE-bussar) som täcker hela staden och dess förorter. CTA:s biljetter gäller både på tunnelbana och CTA-bussar samt PACE-bussar (förstadsbussar). Man kan köpa 1-, 3- eller 7-dygnskort.

### Tunnelbana
Chicagos tunnelbana är en av de största i världen med sin längd på 173 km och sina 151 stationer. Det finns åtta linjer uppdelade efter olika färger, av dessa är dock två helt eller delvis underjordiska, men de övriga sex linjerna går i huvudsak ovan jord och i centrum i en loop som kallas "the Loop".

### Pendeltåg

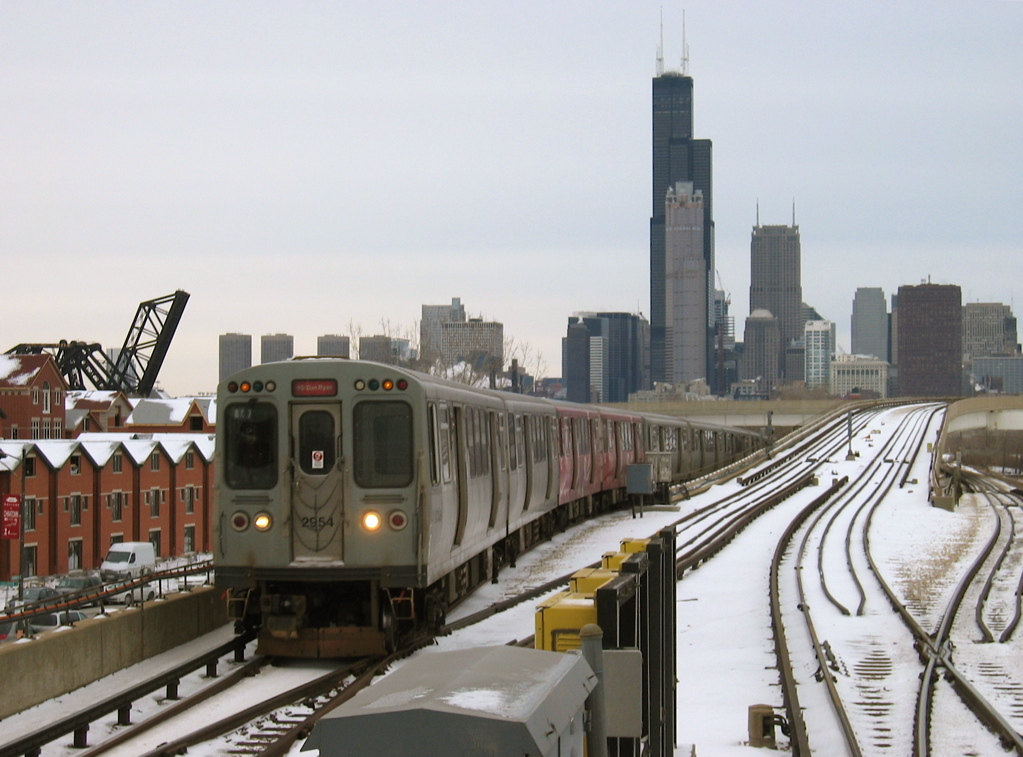
Red Line CTA-tåg ankommer stationen Cermak-Chinatown

Chicagos pendeltåg (som inte går vidare till andra regioner) består av ett system av pendeltåg som kallas Metra och trafikerar Chicagoregionens storstadsområde. De möts alla på den stora centralstationen Union Station. Hit går även alla övriga tåglinjer till Chicago från övriga USA med Amtrak. Några Metra-linjer utgår dock från Millennium Station - dessa kör uteslutande söderut, varav "South Sea Side Line" ger fin utsikt över södra Lake Michigan och slutar inte förrän i Gary, Indiana vid Lake Michigans sydligaste strand.